# Douglas DC-4
El Douglas DC-4 es un avión de transporte comercial multimotor de gran autonomía, desarrollado por la constructora aeronáutica estadounidense Douglas Aircraft Company. Durante la Segunda Guerra Mundial, fue utilizado como avión militar, realizando posteriormente labores civiles.

## Diseño y desarrollo
La denominación DC-4 fue utilizada por la Douglas Aircraft Company durante el desarrollo del DC-4E, una versión cuatrimotor alargada del exitoso DC-3. El DC-4 buscaba cubrir las necesidades de United Airlines de un avión de pasajeros de largo alcance. El DC-4E (E de experimental) era un avión para 52 pasajeros de características inusuales para la época, como el tren de aterrizaje triciclo, el fuselaje circular de amplia sección y triple sección de cola, similar a la que años después utilizaría el Constellation.
El primer DC-4E voló el 7 de junio de 1938 y fue utilizado por United Air Lines en vuelos de pruebas. El modelo demostró ser un adelantado a su tiempo también para lo malo: era poco rentable y su mantenimiento resultaba complicado. Los clientes de lanzamiento, Eastern y United, decidieron entonces solicitar el diseño de una versión derivada más simple y pequeña. Sin embargo, el estallido de la Segunda Guerra Mundial provocó el desvío de toda la producción hacia las Fuerzas Aéreas del Ejército de los Estados Unidos (USAAF), donde recibiendo la denominación C-54 Skymaster. Por su parte, los aparatos utilizados por la Armada estadounidense fueron conocidos como R5D. La primera unidad de las versiones militares, un C-54, despegó de Clover Field en Santa Mónica (California) el 14 de febrero de 1942 con insignias militares.

### Producción
El DC-4 poseía notables innovaciones, como el tren de aterrizaje triciclo retráctil con unidades principales de dos ruedas, que permitió construir un fuselaje de ancho constante y que, a su vez, facilitó los posteriores alargamientos que derivaron en el DC-6 y el DC-7. Entre 1942 y enero de 1946, Douglas construyó 1163 unidades C-54/R5D para las Fuerzas Armadas estadounidenses. Durante la guerra, la constructora siguió desarrollando el modelo, preparándolo para la vuelta al servicio comercial una vez finalizado el conflicto. Sin embargo, las perspectivas de venta se vieron duramente afectadas por el traspaso de 500 C-54 y R5D al servicio civil. En aquel tiempo, los DC-4 fueron las aeronaves preferidas por las compañías que no realizaban servicios regulares como Great Lakes Airlines, North American Airlines, Universal Airlines, Transocean Airlines... En los años 50, Transocean Airlines era el mayor operador del DC-4.
Douglas solamente fabricó 79 nuevas unidades del DC-4 antes de que la producción finalizase el 9 de agosto de 1947. Aunque la cabina presurizada era opcional, todos los DC-4 civiles y C-54 fueron construidos sin ella.
La familia DC-4/C-54 demostró una gran fiabilidad, algo que queda patente con las diferentes unidades que actualmente siguen volando, especialmente en los Estados Unidos, como aviones chárter y de carga. Ejemplos de ello son la flota que la empresa Brooks Fuel de Fairbanks (Alaska) utiliza para suministrar combustible a aeródromos remotos. El DC-4 sigue actualmente volando en el norte de Canadá con la aerolínea Buffalo Airways.

### Modelos derivados
- Canadair C-4/North Star/Argonaut: Canadair fabricó 71 DC-4 bajo los nombres North Star, DC-4M, C-4 y C-5. A excepción del C-5, el resto de modelos montaban motores lineales Rolls-Royce Merlin de 1725 hp;  51 de ellos contaban con cabina presurizada. La Real Fuerza Aérea de Canadá, Trans Canada Air Lines, Canadian Pacific Airlines y BOAC operaron estas versiones.
- Carvair: 21 DC-4 fueron remodelados por la empresa Aviation Traders con la asistencia técnica de Douglas Aircraft, resultando la versión ATL.98 Carvair. El Carvair fue diseñado para transportar 22 pasajeros y 4 automóviles. Para ello se realizó una reconversión que consistió básicamente en adoptar un fuselaje de proa nuevo y más largo, con la cabina de mando sobresaliendo por encima de la nueva proa, que llevaba una gran compuerta frontal de apertura lateral a fin de permitir la carga de vehículos; además de dicha modificación, se incorporó una nueva deriva de mayor superficie. Tras efectuar su primer vuelo en junio de 1961, el Carvair entró en servicio Estos aviones funcionaron como "aero-ferrys" a partir de marzo de 1962, utilizados originalmente por las compañías Aer Lingus, Ansett-ANA, Aviaco, British United Air Ferries e Interocean Airways. Posteriormente han cambiado de manos varias veces. En los años 70, quedaban tres ejemplares en funcionamiento en Alaska, Texas y Sudáfrica.

## Variantes
DC-4
Prototipo inicial. Uno construido.
DC-4-1009
Modelo civil de posguerra. Este modelo civil podía transportar hasta 88 pasajeros.
DC-4-1037
Modelo de carga de posguerra.
DC-4A
Designación del modelo civil del C-54 Skymaster.
DC-4M-1X North Star
El prototipo inicial, que fue más tarde una parte de la orden de TCA.
DC-4M-2/3 North Star
Avión de transporte cuatrimotor civil para Trans Canada Airlines, propulsado por cuatro motores de pistón Rolls-Royce Merlin 622. Construidos un total de 20 ejemplares para Trans-Canada Airlines. También conocido como North Star M2-3.
DC-4M-2/4 North Star
Avión de transporte cuatrimotor civil para Trans Canada Airlines, propulsado por cuatro motores de pistón Rolls-Royce Merlin 624. También conocido como North Star M2-4.
DC-4M-2/4C North Star
Conversiones de carga del DC-4M-2/4 North Star, realizadas entre 1954 y 1961. También conocido como North Star M2-4C.
DC-4M-1 North Star Mk M1
Seis aviones operados por Trans Canada Airlines, en préstamo de la RCAF.
C-4 Argonaut
Un total de 22 construidos para BOAC.
North Star C-4-1
Cuatro aviones idénticos a los Argonaut de BOAC construidos según especificaciones de Canadian Pacific Airlines. También conocidos como los Canadair Four.
North Star C-4-1C
North Star C-4-1 convertidos en aviones de carga o de transporte.
C-5 North Star
Una versión de transporte VIP de la RCAF propulsada por cuatro motores radiales Pratt & Whitney R-2800.
CL-2
Número de modelo de Canadair para los DC-4M-1X, DC-4M-2/3, DC-4M-2/4 y C-54GM North Star.
CL-4
Número de modelo de Canadair para los C-4 Argonaut y C-4-1 Canadair Four.
CL-5
Número de modelo de Canadair para el único C-5 North Star.
Aviation Traders Carvair
Aviones remodelados por la empresa Aviation Traders, 21 conversiones.

## Operadores civiles
Colonia de Adén
- Aden Airways

 Argelia
- Air Algerie.[4]

 Antigua y Barbuda
- Seagreen Air Transport.[4]

 Argentina
- Aerolíneas Argentinas[4]
- Aerotransportes Entre Ríos[5]
- Aerovías Halcón[6]

 Australia
- Air Express
- Ansett-ANA
- Australian National Airways[4]
- British Commonwealth Pacific Airlines
- Pacific Air Freighters
- Qantas[4]
- Trans Australian Airlines[4]

 Barbados
- Carib West Airways

 Bélgica
- SABENA[4]
- Avions Fairey
- Belgian International Air Services

 Bolivia
- Frigorífico Reyes

 Burundi
- King of Burundi

 Camerún
- Air Cameroun (Societie Anonyme des Avions Meyer et Compagnie)[4]
- Cameroon Airlines

 Canadá
- Air North
- Eldorado Aviation[4]
- Canadian Pacific Airlines
- National Research Council
- Trans-Canada Airlines
- World Wide Airways
- Buffalo Airways: 14 registrados el 29 de enero de 2011, con 4 en operación, 2 de carga y 2 bomberos.[7][8]
- Curtiss Reid Flying Services Canada
- Kenting Aviation
- Maritime Central Airways
- Millardair
- Nordair
- Pacific Western
- Soundair
- Transair[4]

 Chad
- Air Tchad[9]

 República de China
- China Airlines
- Civil Air Transport

 Colombia
- Avianca[4]
- Aerocondor Colombia[10]

 República Democrática del Congo
- Air Congo[4]

 Corea del Sur
- Korean Air Lines[4]

 Dinamarca
- Flying Enterprise: Canadair North Star

 Ecuador
- Aerovías Ecuatorianas[6]

 El Salvador
- TACA International Airlines[4]

 España
- Aviaco[4]
- Iberia[4]
- Spantax[4]
- Trans Europa[4]

 Estados Unidos
- Aero Union
- Air America[6]
- American Airlines
- American Export Airlines/American Overseas Airlines
- ARAMCO[4]
- Biegert Aviation
- Berlin Airlift Historical Foundation (http://www.spiritoffreedom.org)
- Capital Airlines
- Chicago and Southern Airlines
- Eastern Airlines
- Matson Airlines
- National Airlines[4]
- Northwest Airlines[4]
- Pan American World Airways
- Pacific Southwest Airlines
- Santa Fe Skyways
- Transocean Air Lines
- Trans World Airlines
- United Airlines
- Westair Transport
- Waterman Airlines[4]
- Western Airlines[4]
- Zantop[4]

 Filipinas
- Philippine Air Lines

 Francia
- Air France[4]

 Gabón
- Transgabon[4]

 Grecia
- Olympic Airways[4]

 Hong Kong
- Cathay Pacific Airways

 Islandia
- Icelandair
- Loftleidir

 Irlanda
- Aer Turas[4]
- Shannon Air[4]

 Israel
- El Al

 Italia
- Alitalia

 Costa de Marfil
- Air Afrique[4]

 Japón
- Japan Air Lines[4]

 Kenia
- East African Airways

 Líbano
- Middle East Airlines
- Trans Mediterranean Airways[4]

 Luxemburgo
- Luxair[4]

 Madagascar
- Air Madagascar[4]

 Mauritania
- Air Mauritanie[11]

 México
- Aeronaves de México
- Líneas Aéreas Unidas Mexicanas

 Países Bajos
- KLM[4]
- Martin's Air Charter

 Nicaragua
- LANICA (Lineas Aéreas de Nicaragua S.A.)

 Nigeria
- Air Niger[11]

 Noruega
- Det Norske Luftfartsselskap (DNL)[4]

 Panamá
- Aerovías Internacional Balboa[6]
- Copa Airlines

 Paraguay
- Paraguayan Airways Service
- Lloyd Aéreo Paraguayo S.A.

 Perú
- Faucett Perú

 Reino Unido
- ACE Freighters[4]
- Air Charter Limited[4]
- Channel Airways[4]
- Dan-Air
- Eagle Airways
- Invicta Airways
- Lloyd International
- Skyways
- Starways[4]
- Air Links
- BOAC
- British Midland
- Derby Airways
- Overseas Aviation
- Transglobe Airways

 Sudáfrica
- SkyClass Aviation[4]
- Africair[6]
- Safair[4]
- South African Airways[4]
- Trek Airways[4]

 Suecia
- Scandinavian Airlines[4]
- Svensk Interkontinental Lufttrafik[4]

 Suiza
- Balair[12]

 Siria
- Syrian Airways[4]

 Tailandia
- Thai Airways[4]

 Venezuela
- Línea Expressa Bolívar

 Vietnam del Sur
- Air Vietnam[13]

## Vuelo TC-48 de la Fuerza Aérea Argentina
El Vuelo TC-48 de la Fuerza Aérea Argentina fue un vuelo que salió desde ese país con cadetes rumbo a Estados Unidos. La mañana del 3 de noviembre de 1965, dicho vuelo partió de la base Howards en Panamá con destino a El Salvador. Cuando el avión volaba cerca de la intersección y punto de reporte obligatorio denominado MIKE5, sobre la aerovía "MIKE" y aún en aguas panameñas, declaraba una emergencia acerca de que uno de sus motores estaba en llamas y el otro de la misma ala se había detenido. Luego se perdió el contacto con el avión y desde esa fecha se han realizado expediciones y búsquedas sin resultados positivos, llevando el avión casi 60 años perdido y sin tener, tanto las familias como los gobiernos (Argentino y Costarricense), pruebas o pistas sobre qué pasó con el avión. Aun hoy en día, sigue desaparecido.
A partir del año 2014 se acuerda reactivar la búsqueda del avión en el fondo del mar. Para fines de 2018 ya se llevaban efectuadas 4 búsquedas, todas con resultado negativo. La 5.ª búsqueda estaba programada para octubre de 2018 en una posición calculada por expertos del Centro Marítimo de Simulación "Dr Manuel Belgrano", pero hubo que posponerla para el mes de febrero de 2019, por razones técnicas: hay que emplazar un guinche en la popa del barco afectado a la búsqueda, con capacidad para enrollar un cable de acero de 2000 m de longitud, con el que se arrastrará un sonar de barrido lateral en una profundidad de 1200 m. 
Este proyecto del MINDEF, denominado "Recuperación de los restos del TC-48 del fondo del mar", cuenta con el apoyo de Cancillería argentina y la de los gobiernos de Panamá y Costa Rica. El NOAA y la Universidad de Miami también hacen sus valiosos aportes.

## Especificaciones (DC-4-1009)

### Características generales
- Tripulación: Cuatro
- Capacidad: Hasta 86 pasajeros
- Longitud: 28,6 m (93,8 ft)
- Envergadura: 35,8 m (117,5 ft)
- Altura: 8,4 m (27,5 ft)
- Superficie alar: 135,6 m² (1459,9 ft²)
- Peso vacío: 19 640 kg (43 286,6 lb)
- Peso cargado: 28 800 kg (63 475,2 lb)
- Peso máximo al despegue: 33 100 kg (72 952,4 lb)
- Planta motriz: 4× motor radial de 14 cilindros en dos filas refrigerado por aire Pratt & Whitney R-2000-2SD-13G.
  - Potencia: 1081 kW (1490 HP; 1470 CV) cada uno.

### Rendimiento
- Velocidad máxima operativa (Vno): 450 km/h (280 MPH; 243 kt)
- Velocidad crucero (Vc): 365 km/h (227 MPH; 197 kt)
- Alcance: 3693 km (1994 nmi; 2295 mi)
- Techo de vuelo: 6797 m (22 300 ft)
- Carga alar: 212,4 kg/m² (43,5 lb/ft²)
- Potencia/peso: 6,6 kg/kW (10,9 lb/hp)

## Aeronaves relacionadas

### Desarrollos relacionados
- Douglas DC-4E
- C-54 Skymaster
- Canadair North Star
- Aviation Traders Carvair
- Douglas DC-6
- Douglas DC-7

### Aeronaves similares
- Boeing 307
- Lockheed Constellation

### Secuencias de designación
- Aviones comerciales de Douglas Aircraft Company: Dolphin - DC-1 - DC-2 - DC-3 - DC-4 - DC-5 - DC-6 - DC-7 - DC-8 - DC-9 - DC-10